# Вооружённые столкновения в Ливии (2011—2014)
Вооружённые столкновения в Ливии (2011—2014) — временной период после убийства Муаммара Каддафи. Характеризуется началом периодических вооружённых столкновений между различными силами. Столкновения носили различный характер — от небольших стычек до полномасштабных боевых действий, как это было, например, в Куфре или Бени-Валиде. Вооружённые конфликты происходили как между каддафистами и лояльными прежней власти племенами с одной стороны и новыми властями с другой, так и между различными группировками, участвовавшими в свержении власти Муаммара Каддафи.
16 мая 2014 года генерал-майор Ливийской национальной армии Халифа Хафтар объявил о начале широкомасштабной воздушной и наземной операции подконтрольных ему частей вооружённых сил в районе города Бенгази, описав её как «поправку на пути к революции», с этого момента началась эскалация гражданской войны.

## Столкновения в конце 2011 года
14 октября, после заявления М. Каддафи о переходе к партизанской войне, из Триполи стали поступать сообщения, сначала о демонстрациях, а потом и о вооружённых столкновениях в центре и в пригородах Триполи. Позже стало известно, что речь идёт о районе Абу-Салим, известном значительным присутствием в нём сторонников М. Каддафи.
Представитель вооружённых сил Переходного национального совета сообщил, что в ходе перестрелки со сторонниками свергнутого лидера ливийской Джамахирии в районе Абу-Салим, 3 человека погибло (2 сторонника Каддафи и 1 боец сил Переходного правительства), бойцам Переходного ливийского правительства удалось задержать 15 человек, поддерживающих Муаммара Каддафи. Сторонники Каддафи заявили, что в бою было убито 200 солдат ПНС. В городе (особенно в районе Абу-Салим) появились дополнительные КПП, в районе Абу-Салим, где, как сообщается, во время правления М. Каддафи местным жителям раздавалось оружие, проводились обыски.
Несмотря на то, что ещё 23 октября было заявлено об «освобождении» страны от Каддафи, специалисты отмечали, что конфликт в Ливии на этом далеко не закончен. Данную точку зрения разделяет бывший посол России в Ливии ведущий сотрудник Центра арабских исследований института востоковедения РАН Александр Подцероб. Также автор российского интернет-сайта «Военное обозрение» Александр Самсонов писал, что страну ждёт исламизация и гражданская война. Схожую точку зрения поддерживал российский Первый канал, считавший, что со смертью лидера страны гражданская и межплеменная война не закончится.
Ещё в конце 2011 года в некоторых населённых пунктах к западу от Триполи над крышами домов и на улицах, по сообщению ИТАР-ТАСС, появились зелёные флаги Джамахирии. Согласно этому же источнику, было перекрыто шоссе, ведущее от столицы Ливии к границе с Тунисом.
Также с конца 2011 года в Ливии силами каддафистов была развязана партизанская война, проявлявшаяся в нападениях на колонны ПНС, блокпосты в Триполи, а также подрывах нефтепроводов.

## Боевые действия в 2012 году
В целом на начало 2012 года ПНС практически не контролировал территорию страны. Под его контролем находился лишь Триполи и район в 130 км к западу от столицы. Остальная территория Ливии контролировалась племенами. По мнению президента Института Ближнего Востока Евгения Сатановского, перспективы установления гражданского мира в Ливии в 2012 году весьма сомнительны, так как гражданская война, тем более приобретшая характер межплеменной войны, на Востоке может идти десятилетиями.

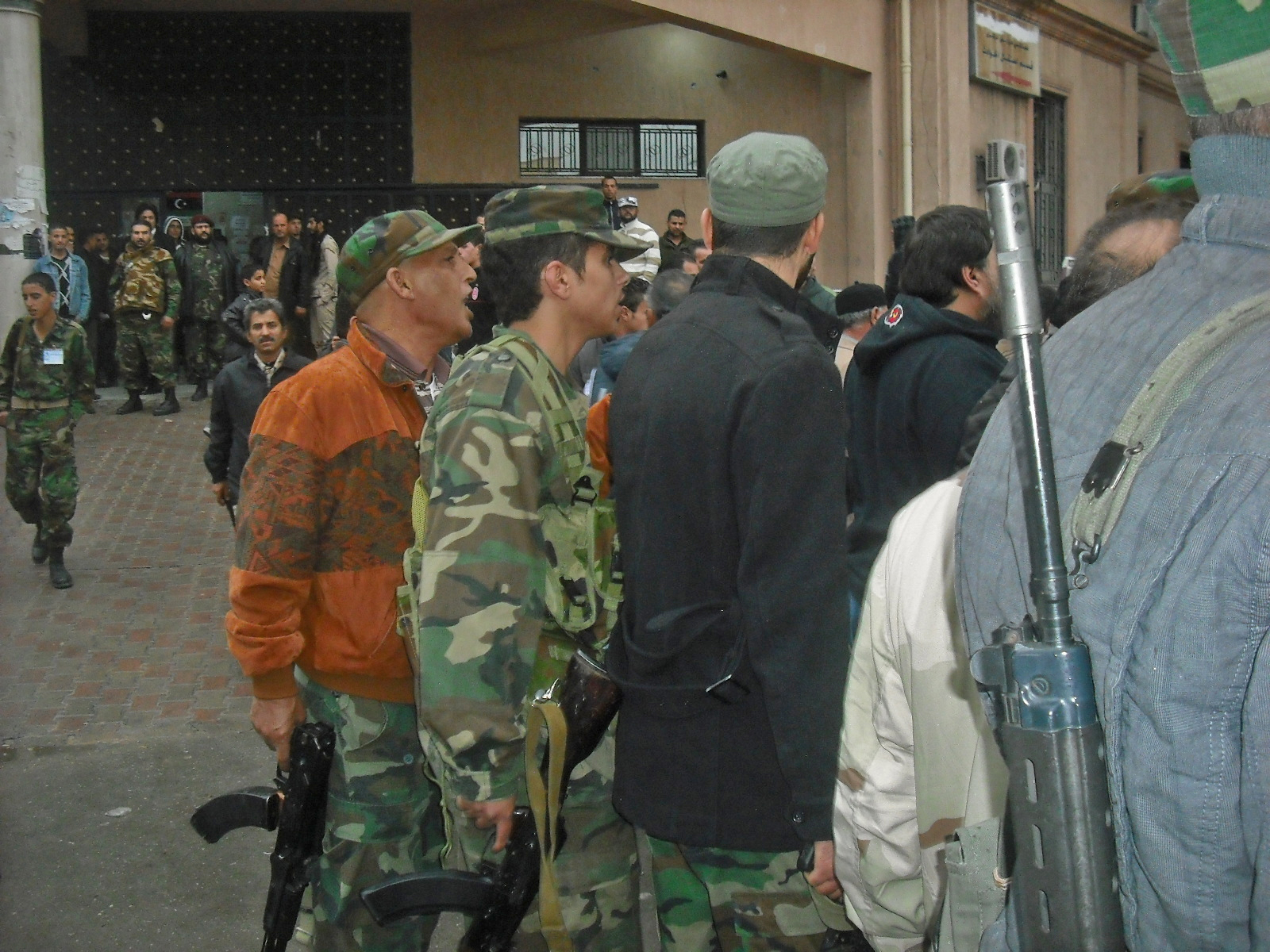
Вооружённые ополченцы на улицах Триполи после стычки, январь 2012 года.

В 2012 году гражданская война в стране велась не только между противниками и сторонниками старой власти, но и между различными группировками самого ПНС. В январе столкновения между силами ПНС вспыхнули в районе Гарьяна, в результате чего погибло не меньше 2, было ранено не менее 40 человек.
Похожие столкновения развернулись в столице страны, Триполи, где бои происходили между бригадами Зинтана и Мисураты. Конфликт происходил с применением зенитных установок и крупнокалиберных пулемётов.
23 января 2012 года в городе Бени-Валид группа сторонников убитого лидера Ливии Каддафи, численность ок. 200 человек, вытеснили отряд Переходного Национального Совета, расположенный в городе. В ходе боёв минимум 4 человека были убиты, 20 ранены. По словам представителей новых ливийских властей, в Бени-Валиде они столкнулись с хорошо вооружённым противником. Контроль над городом со стороны ПНС так и не был восстановлен. Власти Ливии говорят о возможности восстания сторонников М. Каддафи.
В тот же день в боях каддафистов и сторонников ПНС в Триполи погибло не меньше 7 представителей последнего. Столкновения с каддафистами в это же время происходили и на востоке страны — в Бенгази.
Также противостояние сторонников старой и новой власти вспыхнуло в феврале 2012 года на юго-востоке Ливии. Центром данного конфликта стала Куфра. Проживающее на данной территории чернокожее племя тубу, поддержанное силами «зелёного сопротивления», 12 февраля подняли восстание и захватили город. По состоянию на 24 февраля ПНС не контролировал город. Хотя и до этого ПНС не контролировал значительные территории на юге страны. Общее число только подтверждённых жертв составило в феврале более 100 человек, несколько тысяч человек были вынуждены бежать из района боевых действий. Активная фаза боевых действий в районе Куфры продолжалась до августа, а общее число погибших составило, по данным проправительственного исчтоника Libya Herald, несколько сотен человек. Отдельные столкновения в районе оазиса продолжались и осенью, так, только 26 ноября число погибших составило 6 человек.
18 марта ожесточённые бои разгорелись на улицах ливийской столицы, в районе Абу-Салим, между жителями города, лояльными прежнему режиму, и военизированной бригадой Зинтана. В результате столкновений погибло по меньшей мере 2 человека и десятки были ранены.
25 марта столкновения вспыхнули на юго-западе страны, с центром в Себхе. Противником ПНС как и в Куфре выступило племя тубу, лояльное прежнему ливийскому режиму. На 26 марта часть города уже контролировалась прозелёными формированиями. Конфликт в Себхе не явился исключительно межплеменным, так как против ПНС здесь действовали не только тубу, но и арабы-сторонники зелёного сопротивления. ПНС, не способный подавить выступление местными силами, выслал в район конфликта в общей сложности около 600 боевиков, которые также были поддержаны с воздуха (по Себхе были нанесены авиаудары). В ходе боёв погиб по меньшей мере 31 человек, получили ранения более 100 человек.
Примерно в то же время столкновения происходили в районе города Убари между отрядами ПНС и туарегами.
Несколькими днями позже сопротивление новым властям активизировалось и в соседних с Себхой населённых пунктах — Катруне и Мурзуке. В целом же, на конец марта 2012 года ПНС практически не контролировал территорию южной Ливии. За неделю погибло почти 150 человек, 400 получили ранения
Начало апреля ознаменовалось началом активных боевых действий на западе Ливии, в районе города Зуара в 120 км от Триполи. Боевые действия развернулись между представителями ПНС и сторонниками Каддафи. Столкновения происходили с применением тяжёлого оружия — артиллерии и танков. Три района Ливии к западу от Триполи объявлены зонами боевых действий, в том числе вышеуказанный город и деревни Эль-Джумейль и Регдалин. Всего за три дня, со второго по четвёртое апреля погибло около 20 человек с обеих сторон.
В том же месяце столкновения происходили в Сирте и Тархуне. В частности, в Тархуне бойцами «зелёного сопротивления» было уничтожено 4 пикапа с тяжёлым вооружением ПНС.
В 20-х числах апреля ПНС снова возобновил попытки захвата Куфры, в ходе чего по городу были нанесены удары с использованием ракет и зенитных орудий. В результате обстрелов десятки человек были убиты и ранены.
13 мая Переходный национальный совет предпринял попытку установления контроля на Бени-Валидом, который с января находился под властью племенных вождей племени Варфалла. Вооружённые бригады ПНС выдвинулись в направлении города из Мисураты, однако были остановлены под Тархуной жителями города, солидарными с населением Бени-Валида. В районе мятежных городов ПНС сконцентрировал значительные людские силы, а также тяжёлую артиллерию и установки залпового огня.
4 июня вооружённая группа из Тархуны, лояльная прежнему лидеру страны Муаммару Каддафи, захватила международный аэропорт Триполи. Бригада Тархуны, по сообщениям BBC, вооружена танками и бронеавтомобилями. Все рейсы в связи с этими событиями переводились на военный аэропорт. Через сутки, по заявлениям ПНС, им удалось взять аэропорт под контроль, но по каким-то причинам он продолжал оставаться закрытым. Также все дороги от него в город остаются перекрытыми, а в самом Триполи введён комендантский час. По данным, озвученным арабской версией телеканала RT, инцидент с аэропортом мог быть связан с побегом Саифа аль-Ислама Каддафи из Зинтана и переездом в Нигер или на Кипр.
9 июня возобновились боевые действия между бригадами ПНС и племенем тубу на юге страны в оазисе Куфра. К 11 числу сообщалось о 20 погибших со стороны тубу, среди которых были гражданские лица, и 3 бойцах ПНС. Однако, к 12 июню потери ПНС, преимущественно бригады Зинтана, достигли 8 человек.
В целом, по данным Министерства здравоохранения Ливии, в последних боях (в середине июня) вокруг Куфры, Себхи и Зинтана погибло 50 человек, а 259 были ранены. Позже правительство Ливии опубликовало уточнённые данные, согласно которым в горах Нафуса погибло 105 человек и около 500 было ранено. Конфликт в районе оазиса Куфра представлялся властями и западными СМИ как межплеменной, хотя на стороне племени Зуая сражались и чернокожие, а на стороне тубу воевали и арабы-каддафисты.
Конец августа отметился тяжёлыми боями между «каддафистами» и формированиями новой ливийской власти вблизи столицы — в районе городов Тархуна и Злитен. Столкновения велись с использованием тяжёлого вооружения и авиации и были связаны с попыткой властей взять под контроль эти города. Западные СМИ[какие?] охарактеризовали данные события как «столкновения между племенами». Власти Ливии заявили, что в окрестностях Тархуны конфисковали у одной из группировок более 100 танков и 26 ракетных установок. Согласно этому же источнику число погибших под Тархуной составило 12 человек без уточнения их принадлежности. Столкновения в Злитене местные радиостанции связывали с действиями «каддафистов», также сообщалось, что над городом поднят зелёный флаг, однако, проправительственный источник Libya Herald это опроверг.
11 сентября в Бенгази было совершено крупномасштабное нападение на здание консульства США. Нападавшие обстреляли из гранатомётов здание, в котором в этот момент находился посол США в Ливии Кристофер Стивенс, прибывший в Бенгази с коротким визитом. В ходе боестолкновения, посол К. Стивенс был убит. Погибли также ещё один сотрудник посольства и два американских морских пехотинца. Здание консульства частично сгорело, одно из строений полностью разрушено. По данным телеканала «Al Jazeera», дипломат скончался от отравления угарным газом в помещении. В то же время агентство «Reuters» сообщает, что посол погиб, когда при обстреле территории дипмиссии один из снарядов попал в автомобиль, в котором они пытались покинуть территорию консульства. Нападение на американское консульство произошло вскоре после того, как было объявлено о планах властей США продемонстрировать фильм «Невинность мусульман», который мусульмане по всему миру расценили как оскорбление пророка Мухаммеда и их религии. Тем не менее, Министерство внутренних дел Ливии обвинило в гибели американского посла сторонников М. Каддафи. Представитель ведомства предположил, что они могли таким образом отомстить за экстрадицию в Ливию из Мавритании бывшего руководителя разведки Абдуллы аль-Сенусси. Глава международного отдела Совета муфтиев России Рушан Аббясов также полагает, что нападавшие преследовали политические, а не религиозные цели. Арабские СМИ возложили ответственность за произошедшее на «Бригаду 17 февраля» и «Бригаду последователей шариата», в то время как сами группировки это опровергли. В то же время посол Ливии в США Али Ауджали обвинил в нападении «подельников Каддафи». Соединённые Штаты в ответ на случившееся отправили к берегам Ливии 2 эсминца и группу из 50 морских пехотинцев. Позже стало известно, что число погибших американских дипломатических работников составляет 4 человека и 2 из них погибли позже, во время их эвакуации с конспиративной квартиры, куда их перевезли после нападения.
В сентябре-октябре 2012 года обострилась ситуация в Бени-Валиде. Контроль над городом новыми центральными ливийскими властями был потерян ещё в январе 2012 года и до осени восстановлен так и не был. По сообщениям ИТАР-ТАСС, в сентябре 2012 года город всё ещё удерживался лояльными Каддафи силами. В начале октября 2012 года ливийская проправительственная газета Libya Herald сообщила со ссылкой на главу совета Мисураты Салима Байтеламала, что в городе объявлена мобилизация для атаки на Бени-Валид. Бени-Валиду был объявлен ультиматум до 5 октября арестовать подозреваемых в убийстве повстанца, причастного к смерти Каддафи. В то же время пресс-секретарь Мустафы Абу Шакура заявил, что центральные ливийские власти никакой мобилизации не объявляли.
4 октября та же Libya Herald сообщила, что к мисуратской группировке и национальной армии присоединились так называемые революционные бригады со всей Ливии. По данным издания, на 4 число количество окруживших город сил составляло более 1000 человек. При осаде города бойцы проправительственных формирований использовали танки и установки «Град». Центральные ливийские власти и их сторонники не имели точной информации о числе защитников Бени-Валида. Срок ультиматума городу истекал 5 октября, и осаждающие силы заявляли о готовности приступить к штурму уже 6 октября. Тем не менее, международная правозащитная Amnesty International потребовала от ливийских властей снять осаду Бани-Валида.
Всю первую неделю октября в Бани-Валид прибывали сочувствующие жители других городов Ливии для того, чтобы принять участие в обороне города. В г. Себхе на юге Ливии местные жители сожгли магазины и дома, принадлежащие мисуратцам. Митинг в поддержку Бани-Валида прошёл у парламента в Триполи.
Штурм Бени-Валида начался утром 6 октября, в ходе чего на окраинах города завязались перестрелки между боевиками мисуратской бригады и бойцами прокаддафийского племени варфалла.
Иностранные посольства пытались вывезти из осаждённого города своих граждан. В Бани-Валиде работали около 1 тыс. египетских рабочих и примерно такое же количество представителей других стран, в том числе около ста индийцев. 7 октября посольство Египта направило к Бани-Валиду два автобуса «в надежде спасти египетских рабочих, живущих в осаждённом городе». Но автобусы вернулись пустыми, так как дорога оказалась опасной. О судьбе трёх автобусов, отправленных за египтянами вчера, никакой информации не было. Несмотря на заявления ливийских властей о том, что беженцам будет разрешено покинуть город, в последние несколько дней перед штурмом никто не смог этого сделать.
7 и 8 октября город подвергался авиаударам, в результате чего погибло несколько десятков защитников города. 8 октября Бени-Валид снова подвергался обстрелу из «Градов» и гаубиц. Город подвергался атакам с применением боевых отравляющих веществ, а именно зарина и зомана. Несколько дней спустя информацию подтвердил и ливийский проправительственный источник Libya Herald.
В ночь с 8 на 9 октября Бани-Валид был подвергнут ракетному обстрелу со стороны проправительственных сил, в результате которого погибло 3 человека. Как сообщил в интервью Reuters один из руководителей обороны города полковник Салем Ваер, маленькая девочка погибла в результате обстрела и были убиты ещё два человека. Раненых, по словам военного, семеро. В госпитале Мисураты между тем сообщили, что при нападении на Бани-Валид были ранены девять боевиков.
К 12 октября было проведено 5 неудачных штурмов города. В этот же день центральное правительство отправило старейшин на переговоры в Бени-Валид, но делегация не была допущена в город боевиками Мисураты.
К 21 октября уже трое суток на центральных улицах города шёл бой между сторонниками свергнутого лидера Ливийской Джамахирии Муаммара Каддафи и сторонниками новой ливийской власти.
4 ноября столкновения вспыхнули в центре Триполи при попытке ареста командующего Верховного комитета по безопасности Мохаммеда аль-Варфали. В ходе инцидента погибло по меньшей мере 11 человек, а по другим данным число погибших составило 18 человек, включая местных жителей. Он обвиняется властями в поставках оружия в мятежный Бени-Валид. Официально он был арестован в Тархуне в октябре 2012 года, но был освобождён сочувствующими местными жителями или бежал, после чего со своими сторонниками занял здание бывшей разведки в ливийской столице. Бои начались при попытке ливийских сил безопасности проникнуть в здание.
5 ноября вооружённые столкновения в Триполи продолжились. Бои развернулись между представителями Аль-Каиды, которыми в Ливии руководит Абдель Хаким Белхадж, и боевиками Мисураты. По словам других очевидцев событий, в нападениях участвовали каддафисты.
15 декабря возобновились бои в Бени-Валиде, а 17 декабря весь юг Ливии был официально объявлен закрытой военной зоной.
30 декабря в районе оазиса Убари произошли столкновения, в результате которых погибло, по официальным данным, 2 представителя правительственной 251-й бригады «Щит».

## Боевые действия в 2013 году
В январе вспыхнули новые вооружённые столкновения в Себхе между племенами каддафа и ауляд сулейман. В результате 3 января 4 представителя племени каддафа были убиты. Позже, 4 января, стало известно, что вооружённый конфликт начался ещё 30 декабря и его активная фаза продолжалась по крайней мере до 4 января.
8 января 2013 года были зафиксированы вооружённые столкновения в Куфре. По официальной версии, неизвестные боевики начали беспорядочную стрельбу в университетском кампусе, после чего 2 из них были уничтожены правительственными силами. По данным Libya Herald, столкновения носили межплеменной характер. Вооружённый конфликт произошёл между представителями арабского племени зуайа и чернокожего тубу, в результате чего 3 тубу были убиты.
Также с самого начала 2013 года вооружённые столкновения между сторонниками старой власти и новой периодически вспыхивают в Сирте. В городе действовал комендантский час. Помимо этого 1 января завязался бой между бригадой Мисураты, которая попыталась войти в город, и проправительственной бригадой «Щит Ливии» и так называемой «Национальной армией».
Во второй половине января очагом нестабильности стал Гадамес, который был осаждён бригадой Зинтана. Причины и подробности конфликта официальными ливийскими источниками не уточнялись.
30 марта вооружённая группа, состоящая более чем из 150 человек, совершила нападение на авиабазу ВВС Ливии в 45 км от Себхи. Сообщалось о гибели 2 офицеров ливийской армии, в том числе заместителя военного губернатора юга Ливии Мусы аль-Авами. Принадлежность нападавших не сообщается кроме того, что они были ливийцами. По данным СМИ, нападение совершили бойцы прокаддафийского движения.
В начале апреля в столице страны произошло столкновение двух вооружённых групп, в результате чего 1 человек погиб, 2 были госпитализированы. Позже представители одной из сторон расправились над 2 ранеными оппонентами непосредственно в больнице.
7 апреля новый виток вооружённой борьбы начался в районе Куфры. Боевики из племени зуая обстреляли кварталы тубу. В ответ тубу предприняли аналогичные действия. Наибольшую интенсивность бои приобрели 8 и 9 апреля и продолжались в последующие дни.
12 апреля было совершено нападение на главное полицейское управление в Себхе. В ходе атаки было убито 3 представителей сил безопасности и 4 было ранено. Власти заявили, что взяли в плен 17 человек и сразу передали их в тюрьму в Триполи. Проправительственная Libya Herald, ссылаясь на источник в правоохранительных органах, сообщила, что нападавшие принадлежали к бригаде Хамиса. Бой в районе полицейского управления шёл несколько часов.
В целом, с начала 2013 года нападения на полицейских постоянно происходили в Бени-Валиде, Джанзуре и Сирте. В последнем за первый квартал года сменилось 4 главы военного совета. Их либо убивали, либо они сами подавали в отставку.
28 апреля боевики из мисуратской бригады, в количестве около 200 человек, попытались взять штурмом здание министерства внутренних дел в Триполи. В тот же день боевики из бригад Мисураты, Сук аль-Джума и Таджуры окружили здание министерства иностранных дел с требованием закона о политической изоляции, согласно которому от власти должны быть отстранены все, кто так или иначе был связан со старыми ливийскими властями. Также боевики требовали закрыть посольства России, Сербии и некоторых других стран в Ливии, так как они не поддержали революцию. В связи с напряжённой ситуацией в ливийской столице были приняты усиленные меры безопасности. 29 апреля боевики с теми же требованиями ворвались в здание министерства финансов, учинив в нём разгром, а днём позже было блокировано здание министерства юстиции. 2 мая было осаждено здание министерства электроэнергии. В Триполи прошло несколько акций протеста против действий боевиков. Под воздействием боевиков региональных бригад закон о политической изоляции был принят 5 мая, но уже 6 мая боевики снова блокировали здание министерства иностранных дел с новым требованием об отставке премьер-министра Али Зейдана. 10 мая в ливийской столице произошли столкновения боевиков бригады Мисураты и местными жителями, протестовавшими против их засилья в Триполи. Протестовавшие были разогнаны боевиками. В тот же день США заявили о возможной переброске в Триполи подразделения спецназа и морской пехоты в связи с обострением обстановки. Двумя днями позже, 12 мая, боевики сняли осаду зданий МИД и министерства юстиции.
10 мая в Себхе была обстреляна суфийская святыня, после чего, 11 мая, в городе были бои между полицией и вооружённой группировкой, принадлежность которой не сообщалась. Было сообщено об 1 убитом.
13 мая в Бенгази был совершён теракт. Заминированный автомобиль был взорван на парковке возле больницы «Аль-Джалаа». Погибло 15 человек и около 30 получили ранения. Ответственность за взрывы взял на себя «Исламский фронт Дерны».
В Бенгази происходили систематические нападения на контрольно-пропускные пункты. В мае 2013 года было по меньшей мере 3 подобных инцидента. В ходе нападения, произошедшего 29 мая, было убито 3 представителя бригады Хандук, которая контролировала данный КПП.
8 июня в Бенгази произошли столкновения между местными жителями и боевиками бригады «Щит Ливии». Местные жители требовали роспуска данной бригады и формирования полноценных сил безопасности. Боевики бригады открыли огонь на поражение, объясняя это тем, что среди протестующих были вооружённые люди. Изначально сообщалось об 11 убитых, позже их число выросло до 28, в том числе 1 боевик из данной бригады. По окончательным данным, число погибших составило 31 человек.
В ответ на расстрел мирных жителей глава ВДВ Ливии Мухаммед Шериф отдал приказ на штурм штаб-квартиры бригады. В результате боестолкновения погибло 5 десантников, о потерях боевиков ничего не сообщалось. Инцидент вызвал конфликт в военном руководстве страны. Генеральный штаб назвал преступлением нападение на узаконенную бригаду, а ВДВ обвинили главу Генерального штаба в нежелании разоружать военизированные формирования.
14 июня бригада «Щит Ливии» предприняла ответные действия. В этот день боевики начали нападения на военных и сотрудников полиции в Бенгази. Ночью 15 мая несколько сотен боевиков совершили нападение на базу бригады «Сайка», находящейся в подчинении Министерства обороны Ливии. В ходе боестолкновения погибло 6 солдат правительственной бригады. После этого «Щит Ливии» штурмом взял базу 1-й пехотной бригады. Здания на территории военной базы были сожжены. К утру к базе 1-й пехотной бригады подошли подкрепление со стороны бригады «Сайка», после чего боевики «Щита Ливии» были вытеснены с объекта. В тот же день конвой бригады «Щит Ливии», направлявшийся в Себху, подвергся нападению. В результате полковник, относившийся к бригаде, был убит, ответным огнём были убиты 3 нападавших.
25 июня неизвестные напали на КПП в Сирте, результатом чего стала гибель 6 военнослужащих правительственных сил. Погибшие принадлежали к бригаде «мучеников Завии», а после смерти их тела были изуродованы. В тот же день в Триполи бригада Зинтана совершила нападение на штаб-квартиру Охраны нефтедобывающих производств. Сообщало о ранении 6 человек, 3 из которых мирные жители. Несколько часов спустя на той же улице вооружённые жители совершили нападение на базу бригады «Мохамед аль-Мадани», в связи с протестом против присутствия боевиков бригады в этом районе.
25 и 26 июня в столице Ливии, Триполи, шли бои с применением тяжёлого вооружения, в том числе бронетехники. Сообщалось о гибели по меньшей мере 2 человек и ранении более 20. О принадлежности противоборствующих сил было мало информации. По одной из версий, боевиков проправительственных бригад атаковали участники так называемого «зелёного сопротивления».
2 июля, после очередного заявления властей о необходимости расформирования всех вооружённых групп в стране, группа боевиков, в количестве около 100 человек, захватила здание МВД страны. 4 июля здание всё ещё находилось в руках боевиков.
12 августа в Сирте было совершено нападение на конвой бригады «Мученики Завии», в результате было убито 2 члена бригады.
22 августа начался вооружённый конфликт между вооружённой группой из Завии и представителями варшафана. За сутки боёв погибло не менее 6 человек и было ранено не менее 16. Бои прекратились 26 августа, но уже 8 сентября возобновились сразу после того, как из региона были выведены правительственные силы.
8 сентября в Бенгази была совершена серия нападений на служащих спецназа. В результате 3 нападений 2 человека были убиты, 1 ранен.
9 сентября в окрестностях Сирта вооружённый конвой правительственных сил попал в засаду, организованную неизвестными, в результате чего 2 солдат погибли, 1 был ранен.
2 октября появилась информация о нападении на посольство РФ в Триполи. Нападение было отбито, один нападавший погиб. Все дипломаты миссии были эвакуированы из страны через Тунис.
4 октября один из боевиков «революционной бригады 17 февраля» был взорван в Бенгази в автомобиле вместе со своей семьёй, включая жену и детей девяти и двух лет. Эта бригада в ходе гражданской войны отличалась особым зверством по отношению к сторонникам Каддафи.
Уже на следующий день, 5 октября, контрольно-пропускной пункт ливийских войск у города Бени-Валида подвергся нападению неизвестных боевиков. В ходе боя были убиты не меньше 15 солдат ливийской армии, а ранения получили как минимум 5 человек. Власти не сообщали о принадлежности нападавших, но предполагается, что это могло быть как племенное ополчение племени варфалла, близкое к каддафистам, так и исламисты.
7 ноября на одном из КПП в Триполи был остановлен автомобиль лидера мисуратской бригады «Носур» Нури Фривана, который отказался подчиняться боевикам, контролировавшим КПП, после чего был убит. Мисуратцы вернулись 8 ноября для того, чтобы отомстить за убийство своего лидера. В ходе завязавшегося боя, который быстро распространился на весь центр города, были убиты по меньшей мере 2 человека, 29 получили ранения,.
15 ноября жители ливийской столицы вышли на мирную акцию протеста против засилья в городе боевиков, принимавших участие в свержении Муаммара Каддафи. Однако демонстранты были расстреляны боевиками. В результате 45 человек были убиты, около 400 получили ранения. По уточнённым данным на 17 ноября 47 человек было убито, а число пострадавших достигло 518 человек. Однако 14 человек всё ещё находились в реанимации.
В ночь на 16 ноября боевики из Мисураты предприняли попытку захвата базы 101-й бригады правительственной армии в Таджуре. Национальная армия поддерживалась боевиками Таджуры. Мисуратцы начали штурм с массированного минометного обстрела базы, результатом чего стала гибель 1 военнослужащего и ранение 8. После этого части национальной армии просто покинули расположение базы, оставив боевиков Таджуры один на один с мисуратцами. И хотя ополчение Таджуры смогло выбить боевиков Мисураты с территории базы, те успели унести с собой часть вооружений и боеприпасов. Таджурцы обвинили Национальную армию в предательстве.
На следующий день, 16 ноября, тысячи протестующих против произвола боевиков вышли на улицы Триполи. В ходе новых столкновений погиб по меньшей мере 1 человек, а десятки получили ранения.
17 ноября глава военной разведки в Аджилате Юсеф Абденнаби аль-Атраш был убит в своём офисе, ранения получили двое военных.
25 ноября в Бенгази произошли крупные столкновения между силами безопасности Бенгази и бригадой «Ансар аш-Шариат». Инцидент начался с того, что автомобиль Управления безопасности Бенгази был обстрелян на одном из КПП, принадлежащих бригаде. После подхода подкрепления начался масштабный бой, в результате которого погибло по меньшей мере 9 человек, а 23 были ранены. Бригада «Ансар аль-Шариат» попыталась послать в Бенгази подкрепление из Дерны, однако конвой был блокирован правительственными войсками на выезде из города.
В тот же день представитель группировки выступил с телеобращением, в котором заявил, что «Ансар аш-Шариат» будет сражаться и убивать тех, кто не соблюдает законов шариата.
В Аджелате население города 25 ноября вышло на акцию протеста против отсутствия безопасности в городе. Несмотря на то, что в город за несколько дней до этого были введены правительственные войска, только за последние дни от рук боевиков погибли по меньшей мере 6 мирных жителей.
В тот же день на юге Ливии, в 900 км от Триполи, каддафисты совершили нападение на базу ВВС. В ходе нападения был разграблен военный арсенал, который, по-видимому, и был целью атаки.
26 ноября в Бенгази на КПП был убит солдат правительственной бригады. К вечеру того же дня боевики из «Ансар аль-Шариат» провели перегруппировку и атаковали армейские позиции. Нападению подверглись штаб-квартира армии в Бенгази и ещё 2 КПП в городе. Сообщается о 3 раненых.
Бои в Бенгази продолжились и 27 ноября. И хотя власти заявляли о том, что успешно отбили атаки боевиков группировки, сообщалось о 3 погибших военнослужащих. О потерях исламистов ничего не сообщалось.
В тот же день от рук исламистов в Дерне погибли 3 человека, в том числе 2 бойца проправительственной бригады Сайка, которая накануне блокировала колонну «Ансар аль-Шариат» на выезде из города.
28 ноября в Бенгази продолжались столкновения проправительственных бригад с исламистами. Боевики совершили 2 нападения на армейские КПП, в результате которых по меньшей мере 1 человек погиб, а 2 получили ранения.
В ночь на 29 ноября под Себхой на военной базе произошёл мощный взрыв, в результате которого погибло не меньше 40 военных. По словам армейского командования, взрыв мог произойти вследствие проникновения туда посторонних.
29 ноября в Бенгази прошла акция протеста против исламистов, в которой приняли участие более тысячи человек. Во время демонстрации был произведён теракт, в результате которого были ранены несколько человек. В тот же день в городе был убит один член проправительственной бригады Сайка, воюющей с исламистами из «Ансар аш-Шариат».
Нападения на силовиков в Бенгази продолжились и в следующие дни. Так, 1 декабря был убит военнослужащий базы ПВО, а 2 декабря — сотрудник сил безопасности.
1 декабря в Дерне начались массовые акции протеста против произвола боевиков, которые продолжились и на следующий день. Однако 2 декабря колонна мирных протестующих была расстреляна из автоматического оружия боевиками, в результате чего 4 человека получили ранения. Командир «Ансар аль-Шариат» Махуд аль-Бараси, объясняя расстрел протестующих, заявил, что в демонстрации принимали участие сторонники старого режима, либералы и пр.. Между тем, акции протеста в Дерне продолжались и 3, и 4 декабря.
4 декабря в Бенгази было совершено 2 нападения на сотрудников органов власти, в результате чего 2 человека были убиты. 5 декабря выстрелами в голову были убиты молодой курсант и боец спецназа. В тот же день было совершено ещё 2 убийства силовиков — во второй половине дня был взорван офицер разведки, а около 11 вечера был убит инструктор проправительственной бригады «Сайка».
16 декабря в Себхе боевики вытащили своего раненого оппонента прямо из операционной палаты местной больницы и застрелили его в нескольких метрах от больницы, что вызвало акцию протеста врачей.
17 декабря в Триполи полицейский был убит на одной из АЗС, куда прибыл для обеспечения порядка.

## Последующие события
16 мая добровольцы-военнослужащие Ливийской национальной армии во главе с генерал-майором Халифой Хафтаром атаковали базы исламистов группировки «Бригада мучеников 17 февраля» в Бенгази на востоке Ливии. В результате столкновений, по первоначальным данным были убиты 20 человек. Официальное информагентство ЛАНА сообщало о 12 убитых и 90 раненых. Для противодействия боевикам в небо была поднята авиация, которая наносила удары по базам исламистов с воздуха, после чего представители группировки «Бригада мучеников 17 февраля» сообщили о том, что им удалось сбить один армейский вертолёт. Позже количество погибших достигло 24 человек, был закрыт местный аэропорт. По данным министерства здравоохранения Ливии, погибли 43 человека, более 100 получили ранения. Позже число жертв составило 79 человек, 141 получил ранения. Временный премьер-министр Ливии Абдалла Абдуррахман ат-Тани описал атаку Хафтара как «действия вне легитимности государства и переворот», приказав регулярным силовым структурам взять ситуацию под контроль:
Правительство, просит от бригад повстанцев сохранять спокойствие, следовать указаниям начальника штаба и повиноваться, чтобы сохранить единство Ливии. Все принявшие участие в этой попытке переворота будут наказаны.
После этих событий в Ливии последовала эскалация гражданской войны.